# Djidji
Pour l’article homonyme, voir Koffi Djidji.
Djidji  est une localité du sud de la Côte d'Ivoire et appartenant au département de Lakota, Région du Sud-Bandama. La localité de Djidji est un chef-lieu de sous-Préfecture.